# Patricia Kahane
Patricia Kahane (* 1953 in Österreich) ist die älteste Tochter des Unternehmers Karl Kahane und Präsidentin der Karl Kahane Stiftung, stellvertretende Schriftführerin des Bruno Kreisky Forums sowie Stellvertreterin des Aufsichtsratsvorsitzenden der Bank Gutmann AG.
Mit einem Vermögen von 1,7 Milliarden Euro durch ihre Anteile an der Privatbank Gutmann bzw. dem Chemieunternehmen Jungbunzlauer befinden sich Alexander und Patricia Kahane laut dem Wirtschaftsmagazin trend derzeit in der Liste der 50 reichsten Österreicher auf dem 10. Platz.